# Матошевич, Вальтер
Вальтер Матошевич (хорв. Valter Matošević; род. 11 июня 1970, Риека) — югославский и хорватский гандболист, игравший на позиции вратаря. Выступал в составе клубов Хорватии, Германии, Испании, Дании и Италии, в настоящее время является главным тренером ГК «Замет». В составе сборной Хорватии играл на протяжении 12 лет, выиграв дважды олимпийское золото в 1996 и 2004 годах, а также чемпионат мира в 2003 году.

## Клубная карьера
Воспитанник клуба «Замет», выступал в его составе в Первой лиге Югославии и в Первой лиге Хорватии. За дубль клуба дебютировал в возрасте 16 лет. В 1993 году перешёл в загребский «Бадель 1862», стан действовавших чемпионов страны; с командой в сезоне 1994/1995 выиграл чемпионат и кубок страны, выйдя в финал Лиги чемпионов. В 1996 году вернулся в «Замет», только-только вышедший из Второй лиги, и играл в нём, пытаясь вернуть команду на вершину хорватского гандбола, а также был капитаном. Выступал в дальнейшем за клубы «Меткович», «Болонья 69», «Вильгельмсхафен», два раза приезжал в «Загреб», играл затем за «Пореч», «Ветцлар», «Сан-Антонио» и «Хондболд». В 2009 году завершил карьеру в «Замете».
В декабре 2010 года из-за травмы вратаря клуба «Неттельштедт-Люббеке» Николы Блажичко Матошевич возобновил карьеру и провёл около полугода в клубе. В 2015 году сыграл за «Эйзенах» и вывел команду на 2-е место во Второй Бундеслиге, тем самым клуб прошёл в Первую Бундеслигу.

## Карьера в сборной
Матошевич дебютировал в 1989 году за сборную Югославии, в 1991 году в составе сборной Югославии выиграл Средиземноморские игры в Афинах. За сборную Хорватии играл в 1992—2004 годах. Дважды чемпион Олимпийских игр: 1996 и 2004 годы. Выступал на чемпионатах Европы 1994, 1996, 1998, 2000 и 2002 годов, а также на чемпионатах мира 1995, 1997, 2001 и 2003 годах. В 2003 году выигралч чемпионат мира. Участник ряда товарищеских турниров. В 2001 году в матче против сборной США даже забил гол (победа 41:12, крупнейшая в истории Хорватии. В 2003 году в отборочном турнире к чемпионату мира забил гол в ворота сборной Саудовской Аравии.

## Тренерская карьера
С 2015 года Матошевич является тренером вратарей сборной Хорватии среди юношей до 19 лет и клуба «Замет», а также некоторое время работал помощником тренера сборной Хорватии. Член гандбольной академии РИНА, занимается тренировкой детских команд Риеки и Кастава
31 октября 2016 года главный тренер сборной Хорватии Желько Бабич объявил, что Матошевича на посту тренера вратарей сменит Венио Лосерт. Матошевич был удивлён тем, что Бабич ему не сообщил об этом лично, и затем только попрощался с командой

## Личная жизнь
В 2016 году снимался в двух документальных фильмах — «От пропасти до Олимпа» (хорв. Od ponora do Olimpa) и «Первый раз» (хорв. Prvi put), посвящённых 20-летию победы сборной Хорватии в Атланте на турнире по гандболу.

## Достижения

### Клубы
Замет
- Чемпионат Хорватии[англ.]
  - Вице-чемпион (1): 1991/1992[англ.]
- Кубок Хорватии[англ.]
  - Финалист (1): 1999/2000
- Вторая лига Югославии
  - Чемпион (1): 1986/1987

Загреб
- Чемпионат Хорватии[англ.]
  - Чемпион (5): 1993/1994[англ.], 1994/1995[англ.], 1995/1996[англ.], 2002/2003[англ.], 2004/2005[англ.]
- Кубок Хорватии[англ.]
  - Победитель (5): 1993/1994, 1994/1995, 1995/1996, 2003, 2005
- Лига чемпионов ЕГФ
  - Финалист (1): 1994/1995
- Кубок обладателей кубков ЕГФ
  - Финалист (1): 2004/2005

Меткович
- Чемпионат Хорватии
  - Вице-чемпион (1): 2000/2001[англ.]
- Кубок Хорватии[англ.]
  - Победитель (1): 2000/2001
- Кубок ЕГФ
  - Финалист (1): 2000/2001

Хондболд
- Кубок Дании[англ.]
  - Победитель (1): 2008/2009

Эйзенах
- Вторая Бундеслига
  - 2-е место и выход в Первую Бундеслигу (1): 2014/2015

### Личные
- 2-й по результативности вратарь чемпионата мира 1995 года
- Гандболист года по версии Хорватского гандбольного союза[англ.] и Sportske novosti[англ.][16]: 1995
- Спортсмен года по версии Novi list[англ.][17]: 1995
- Премия Ивицы Йобо Куртини[англ.]: 1995
- Государственная спортивная награда Франьо Бучара[англ.]: 1996, 2004[18]
- Зал славы ГК «Замет»: 2015[19]
- Имя на табличке олимпийских медалистов из Риеки: 2014[20]

### Рекорды
- Рекордсмен сборной Хорватии по числу сэйвов за матч: 24[21]
- Наиболее титулованный хорватский спортсмен из Риеки

### Сборная Югославии
- Чемпион Средиземноморских игр: 1991

### Сборная Хорватии
Олимпийские игры
- Чемпион: 1996, 2004

Чемпионаты мира
- Чемпион: 2003
- Серебряный призёр: 1995

Чемпионаты Европы
- Бронзовый призёр: 1994

Средиземноморские игры
- Чемпион: 1997, 2001

Товарищеские турниры
- Победитель Парижского турнира: 1997
- Победитель Хорватского кубка: 2000
- Серебряный призёр Кубка Elfag: 2002
- Серебряный призёр Кубка Getman: 2002

### Тренер
Морнар-Цриквеница
- Чемпион Второй Хорватской лиги «Запад» (1): 2017/18[22]

Сборная Хорватии (до 19)
- Серебряный призёр чемпионата мира (до 19)[англ.]: 2013[англ.]

## Государственные награды
- Орден Даницы Хорватской с портретом Франьо Бучара[англ.] (1995)[23]
- Орден князя Трпимира с шейной лентой и утренней Звездой (1996)[24]
- Орден Князя Бранимира с шейной лентой (2004)[25]